# Aleksandr Andreevič Svečin
Aleksandr Andreevič Svečin (in russo Александр Андреевич Свечин?; Odessa, 17 agosto 1878 – Poligono di tiro di Boutovo, 29 agosto 1937) è stato un generale e scrittore russo e sovietico, che insieme ai generali Vladimir Kiriakovič Triandafillov e Georgij Samojlovič Isserson fu tra i principali collaboratori del Maresciallo dell'Unione Sovietica Michail Nikolaevič Tuchačevskij, nell'opera di riorganizzazione e modernizzazione dell'Armata Rossa avviata già dagli anni venti del XX secolo. Queste elaborazioni teoriche e la relativa progettazione e produzione di armamenti idonei posero nella metà degli anni Trenta la dottrina militare sovietica all'avanguardia nel mondo. Ha dato un contributo significativo allo sviluppo della scienza e dell'arte militare, studiato il rapporto tra politica e strategia militare, determinando la natura di una guerra futura. Ha condotto un'analisi approfondita dello sviluppo della strategia e delle tattiche dai tempi antichi fino al XX secolo. Nei suoi scritti ha riassunto l'esperienza delle guerre tra la fine del XIX e l'inizio del XX secolo, ha definito la teoria dell'arte militare come parte della scienza militare e ne ha fatto dipendere il suo sviluppo dai processi economici e sociopolitici. Le sue opere che si distinguevano per l'abbondanza di materiale prodotto, l'ampiezza della formulazione delle questioni teoriche e la profondità dell'analisi scientifica, ebbero un'ampia risonanza pubblica.

## Biografia
Nacque a Odessa, dove suo padre era un generale dell'esercito imperiale russo, il 17 agosto 1878.
Effettuo gli studi dapprima presso il Secondo corpo dei cadetti a San Pietroburgo, poi presso l'Accademia militare di artiglieria "Michailovskij" di San Pietroburgo, ottenendo nel 1903 il brevetto di ufficiale di Stato maggiore presso la Scuola militare di stato maggiore "Nicola I".
Prese parte alla guerra russo-giapponese (1904-1906) in qualità di comandante di compagnia del 22º Reggimento della Siberia orientale,  poi come ufficiale di stato maggiore del XVI Corpo d'armata (generale Dmitrij Andreevič Topornin) e infine presso il Quartiere generale della 3ª Armata della Manciuria, allora al comando del generale Michail Batjanov.
Dopo l'inizio della prima guerra mondiale, gli fu assegnato il comando del 6º Reggimento fucilieri finlandesi, e successivamente fu nominato Capo di stato maggiore della 7ª Divisione di fanteria, comandante della Divisione della marina del Mar Nero. Promosso maggiore generale nel 1916 assunse, infine, l'incarico di Capo di stato maggiore della 5ª Armata russa (generale Abram Dragomirov).
Dopo lo scoppio della rivoluzione d'ottobre, nel marzo 1918 si unì ai bolscevichi e fu immediatamente nominato comandante militare della regione di Smolensk.
Entrato in disaccordo con il comandante in capo delle forze armate della Repubblica sovietica, cioè dell'Armata rossa, Jukums Vācietis, il presidente del Consiglio militare rivoluzionario della Repubblica, Lev Trockij, che aveva sentito parlare della sua propensione per il lavoro scientifico militare e voleva dirimere il loro conflitto, dall'ottobre 1918 lo nominò insegnante presso l'Accademia dello Stato Maggiore dell'Armata Rossa (dal 1921 Accademia militare dell'Armata Rossa), dove ricoprì la carica di direttore generale delle accademie militari dell'Armata Rossa sulla storia dell'arte militare e sulla strategia. La nuova posizione gli permise di combinare il suo talento di scrittore con la sua conoscenza della strategia militare. Il suo libro Strategia divenne una necessaria lettura nelle scuole militari sovietiche.
Fu arrestato nel 1930 nel corso del caso del "Centro Nazionale", ma fu subito rilasciato.. Nel febbraio del 1931 vi fu una purga di ex ufficiali zaristi dell'Armata Rossa, ed egli fu arrestato e condannato a 5 anni di reclusione in un gulag. Tuttavia, nel febbraio del 1932, fu rilasciato e tornò in servizio attivo come General Officer Commanding nell'Armata Rossa. Fu inviato dapprima in servizio presso l'agenzia di intelligence dello Stato maggiore, e poi presso l'Accademia di Stato maggiore dell'Armata Rossa. Il 16 dicembre 1935 fu elevato al rango di generale di divisione.
Fu arrestato il 30 dicembre 1937, nel pieno della grandi purghe, e il suo nome fu incluso nella lista delle condanne a morte n. 107, riguardante 139 persone, redatta da Isaac Il'ič Šapiro datata 26 luglio 1938 e controfirmata da Iosif Stalin e Vjačeslav Michajlovič Molotov. Il 29 luglio 1938 fu condannato a morte dal Collegio militare della Corte suprema dell'URSS con l'accusa di "partecipare a un'organizzazione controrivoluzionaria" e di "addestrare terroristi". Fu giustiziato presso il Poligono di tiro di Butovo, oblast' di Mosca, il 29 agosto successivo, e il suo corpo fu lì sepolto. Fu pienamente riabilitato il 8 settembre 1956.
Il suo nome appare nel ciclo di romanzi di Aleksandr Isaevič Solženicyn Krasnoe koleso.

### Il contributo all'arte militare
Nel corso degli anni venti del XX secolo elaborò il concetto di difesa strategica, o "strategia della fame", predicendo che la prossima guerra futura sarebbe stata quella di esaurire le risorse militari ed economiche dei suoi partecipanti. A tal fine riteneva che si dovesse prevedere con precisione le guerre future e le loro conseguenze, calcolando precisamente di quante armi e strutture disponesse un eventuale nemico, valutando correttamente il potenziale industriale ed economico del proprio paese, oltre che di quello dell'avversario. Introdusse il concetto di arte operativa, collegandolo preliminarmente alla strategia e alla tattica, e sviluppò quello di mobilitazione permanente, che ebbe un ruolo chiave negli eventi in URSS del 1941-1942.
Nel 1925 egli indicava già la Polonia come il punto di partenza di una possibile nuova guerra mondiale, e richiamò ripetutamente l'attenzione sulla possibilità che un eventuale nemico catturasse parte del territorio dell'URSS e, a questo proposito, riteneva che le industrie del paese dovessero concentrarsi negli Urali, poiché questa regione sarebbe relativamente poco vulnerabile durante le operazioni di combattimento l'invasore. Mise in guardia le autorità militari sovietiche contro un'ulteriore concentrazione dell'industria e della popolazione nella città di Leningrado, che a causa della sua posizione geografica si trovava in una posizione estremamente vulnerabile a un attacco.

## Onorificenze
- Spada d'oro al coraggio (14 novembre 1916)

## Pubblicazioni
- Strategy, a cura di Kent Lee, Eastview, Minneapolis, 1992.

### Annotazioni
1. ↑  Suo fratello maggiore Michail Svečin (1876–1969) era un ufficiale di cavalleria nei corazzieri che combatterono nella[guerra russo-giapponese e nella prima guerra mondiale, si unì al movimento bianco durante la guerra civile russa e morì in Francia nel 1969.

### Fonti
1. 1 2 3 4  Generals.
2. ↑  Stone 2012, p. 674.
3. ↑  Glantz, House 2015, pp. 25-30.
4. 1 2 3 4 5 6 7 8 9  Vagsh.
5. 1 2 3 4 5 6 7 8 9 10 11 12 13 14 15 16  Runivers.